# Azoospermie
Azoospermia (din greacă: a "fără", zoon "animal" și sperma "sămânță") este o stare patologică caracterizată prin absența spermatozoizilor din lichidul seminal.
Se întâlnește după traumatisme testiculare grave, după tratarea acestei regiuni cu raze X, în urma manevrării îndelungate a unor cantități mari de substanțe radioactive, în unele forme de sifilis, tuberculoză, precum și în unele boli endocrine.